# Bergbahn Lauterbrunnen–Mürren
Bergbahn Lauterbrunnen Mürren (BLM) je horská trať v kantonu Bern, ve Švýcarsku. Tato trať je složena ze dvou dopravních úseků. Dolní úsek je realizován kabinovou lanovkou z Lauterbrunnenu do přestupní stanice Grütschalp. Horní úsek je realizován úzkorozchodnou železnicí z Grütschalpu do Mürrenu. Původně obě části spravovala společnost BLM a následně společnost Mürrenbahn. Od roku 1994 je dráha i lanovka ve správě Jungfraubahnen.
Zatímco úzkorozchodná železnice je od doby výstavby téměř beze změny, dolní lanovkový úsek prošel technickou změnou z pozemní lanovky na visutou jednokabinovou lanovku.

## Historie
Lanovka a železnice byly stavěny za účelem zpřístupnění oblasti v okolí Mürrenu a rozšíření turistického ruchu. Tato oblast do této doby neměla odpovídající spojení s níže položenými středisky a není zde možná silniční doprava.
Lanovka i železnice byly otevřeny v roku 1891 pro letní provoz. Původní termín nebyl dodržen, protože došlo k vykolejení (neuvádí se jestli na dráze lanovky nebo železnice). Železniční úsek vyhovoval provozním potřebám, ale v úseku lanovky bylo potřeba postupně provést několik technických změn.
Lanovka původně pracovala na principu změny hmotnosti protizávaží, čehož se dosahovalo vodní zátěží (v horní stanici napuštění, v dolní vypuštění). Tento systém provozu je sice levný a ekologický, ale časově náročný s ohledem na dobu potřebnou pro napouštění a vypouštění vody a navíc byl závislý na počasí. V roce 1902 byl pohon lanovky změněn na elektrický.
S rozvojem turistiky dochází ale k zvýšení nároků na přepravu materiálu a zásobování. Z tohoto důvodu byl v roce 1994 rekonstruován systém překládky ve stanici Grütschalp z lanovky na železnici. Tento systém překládky se udržel až roku 2006, kdy byla rekonstruována celá lanová dráha.
Dalším, a závažným důvodem, pro změnu v úseku lanovky byly sesuvy podloží (svahu) po kterém vedla pozemní lanovka. Tato situace byla tak závažná, že byla hlavním důvodem pro stavbu visuté lanovky.

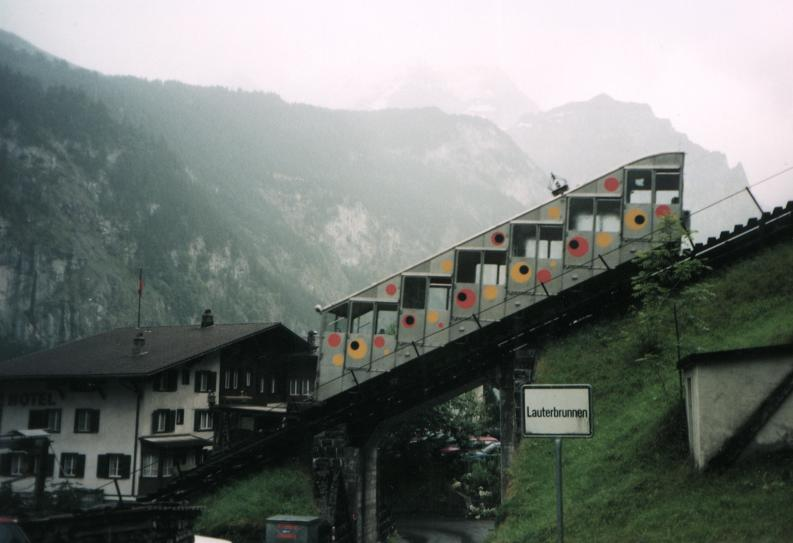
Původní pozemní lanovka

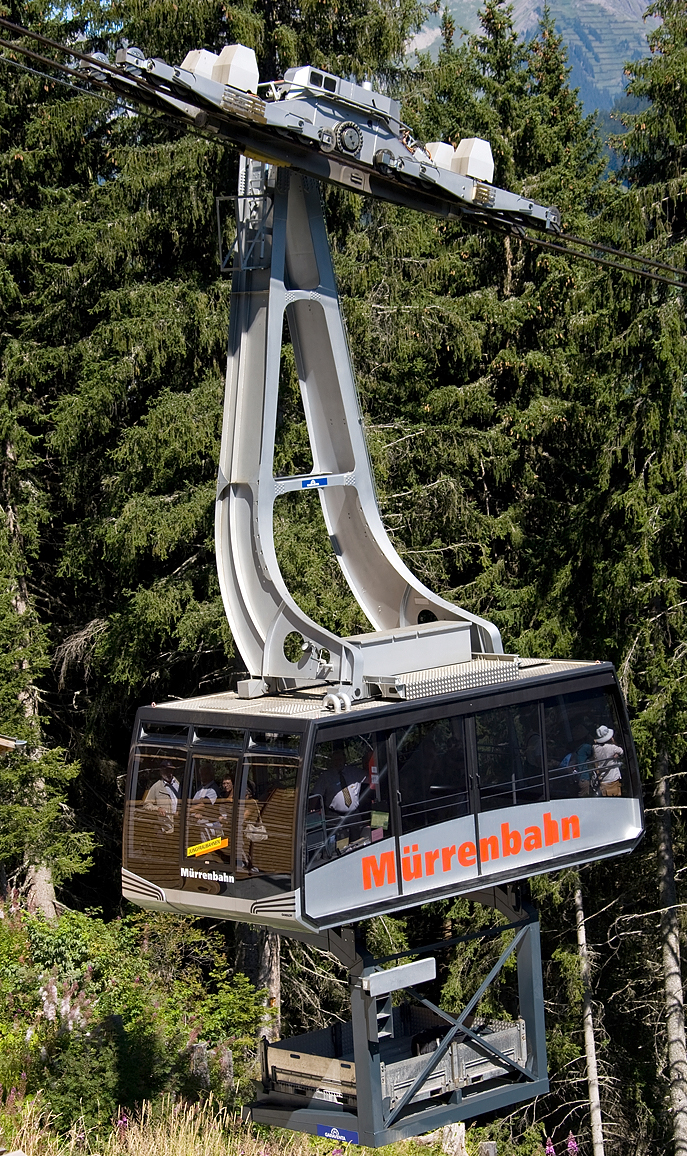
Nová lanovka
(s nákladem v podvěsu)

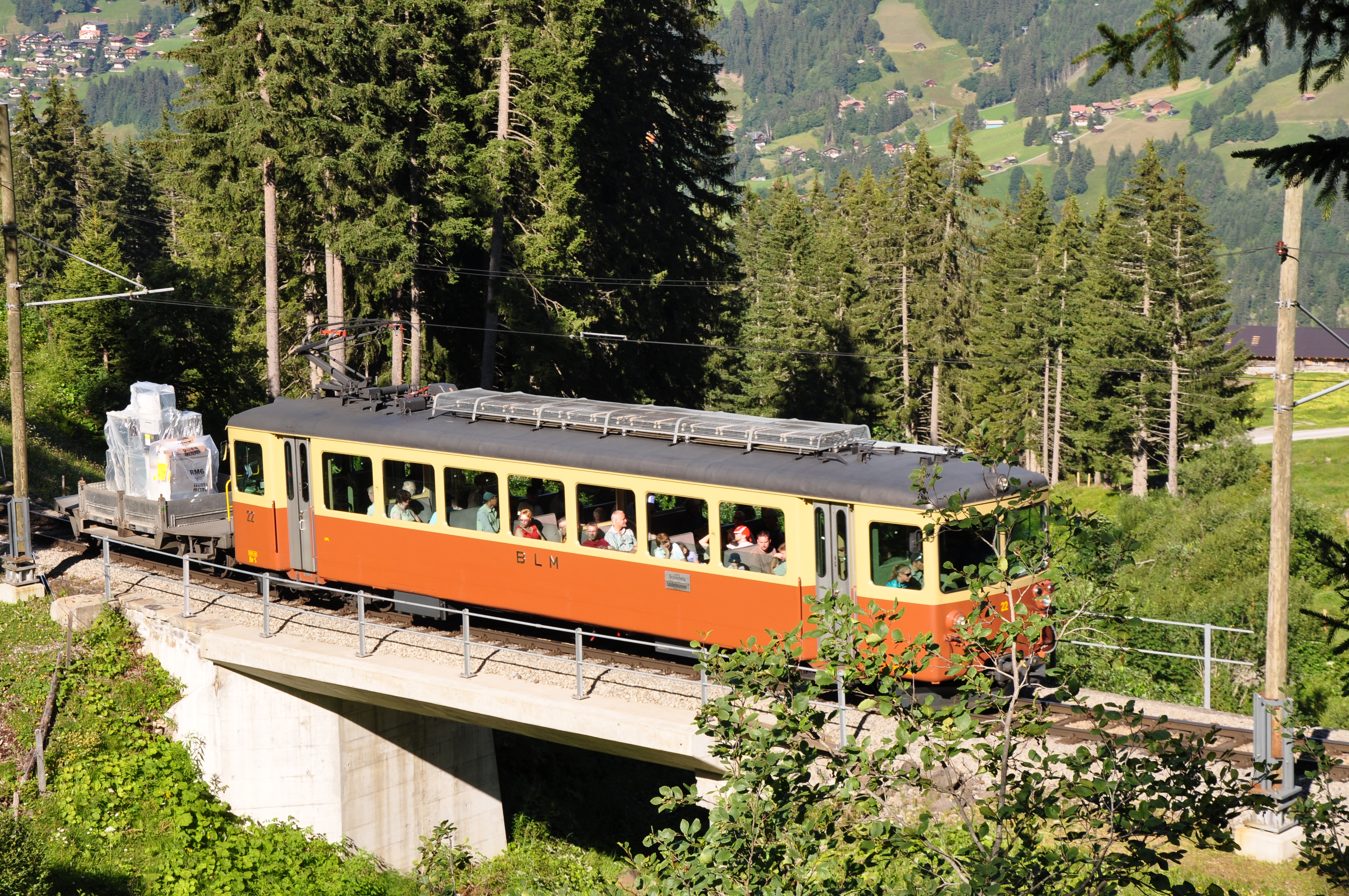
Stroj s přeloženým nákladem na trati

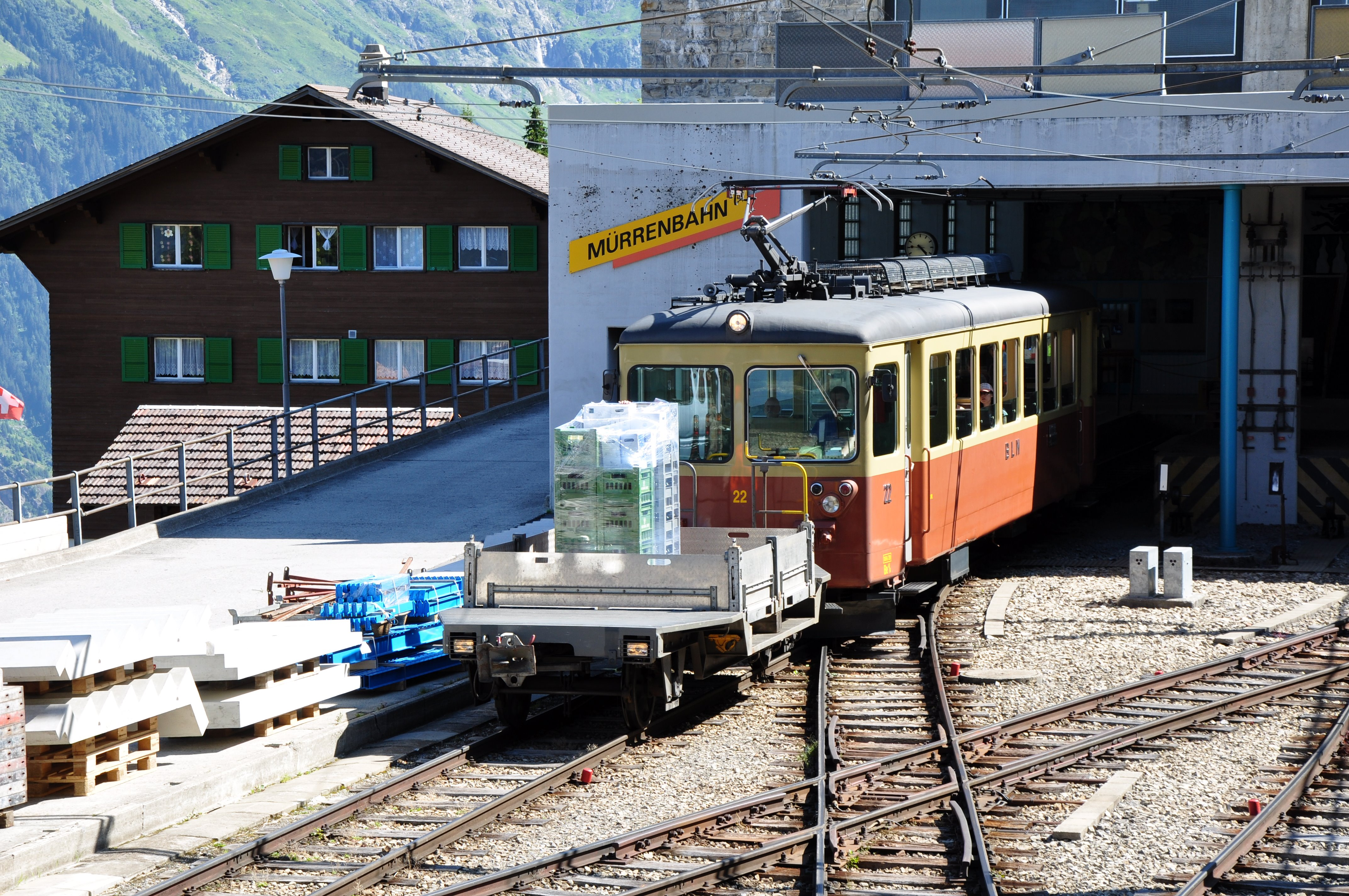
Nádraží v Mürren

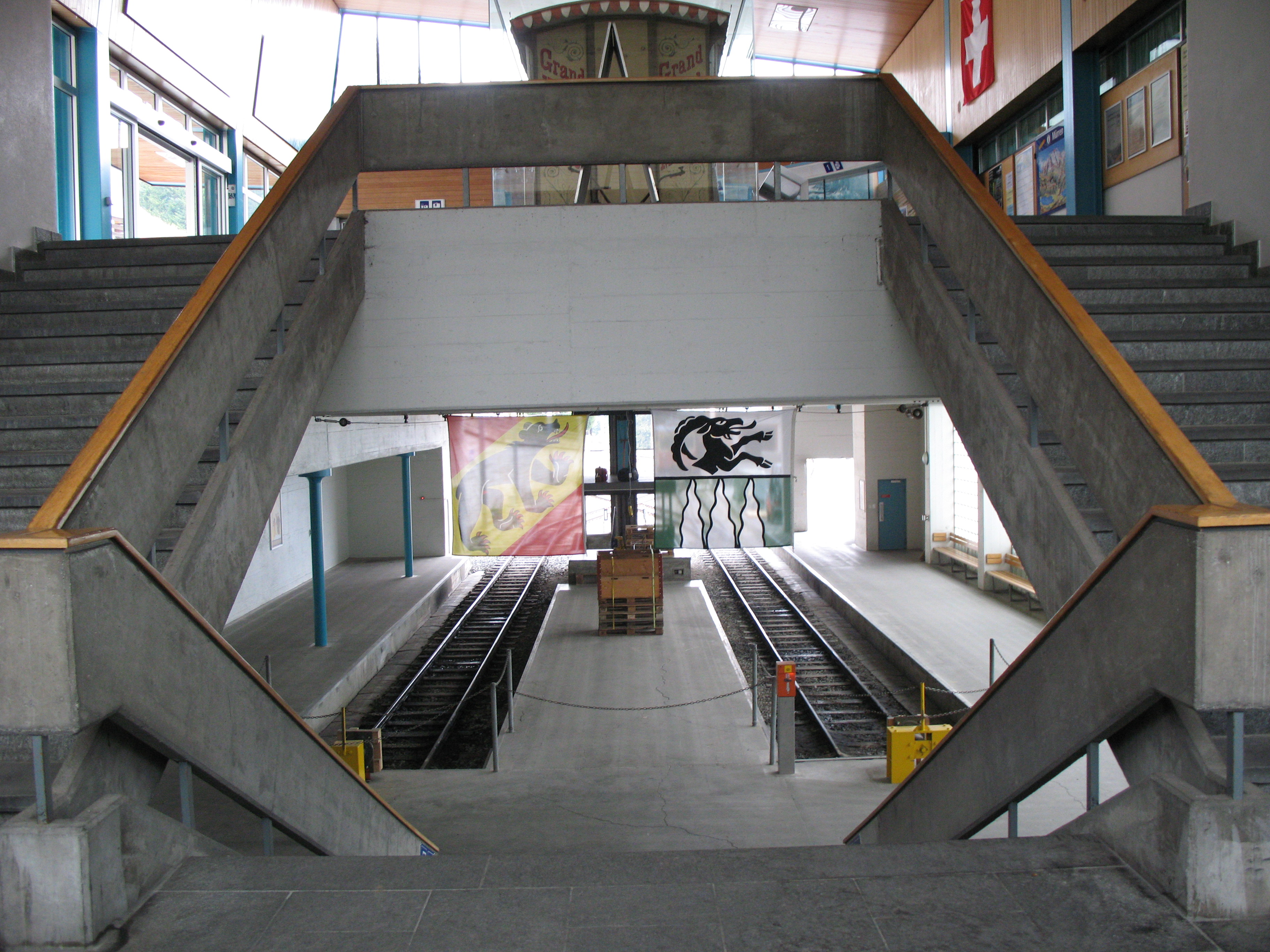
Nádražní hala v Mürren

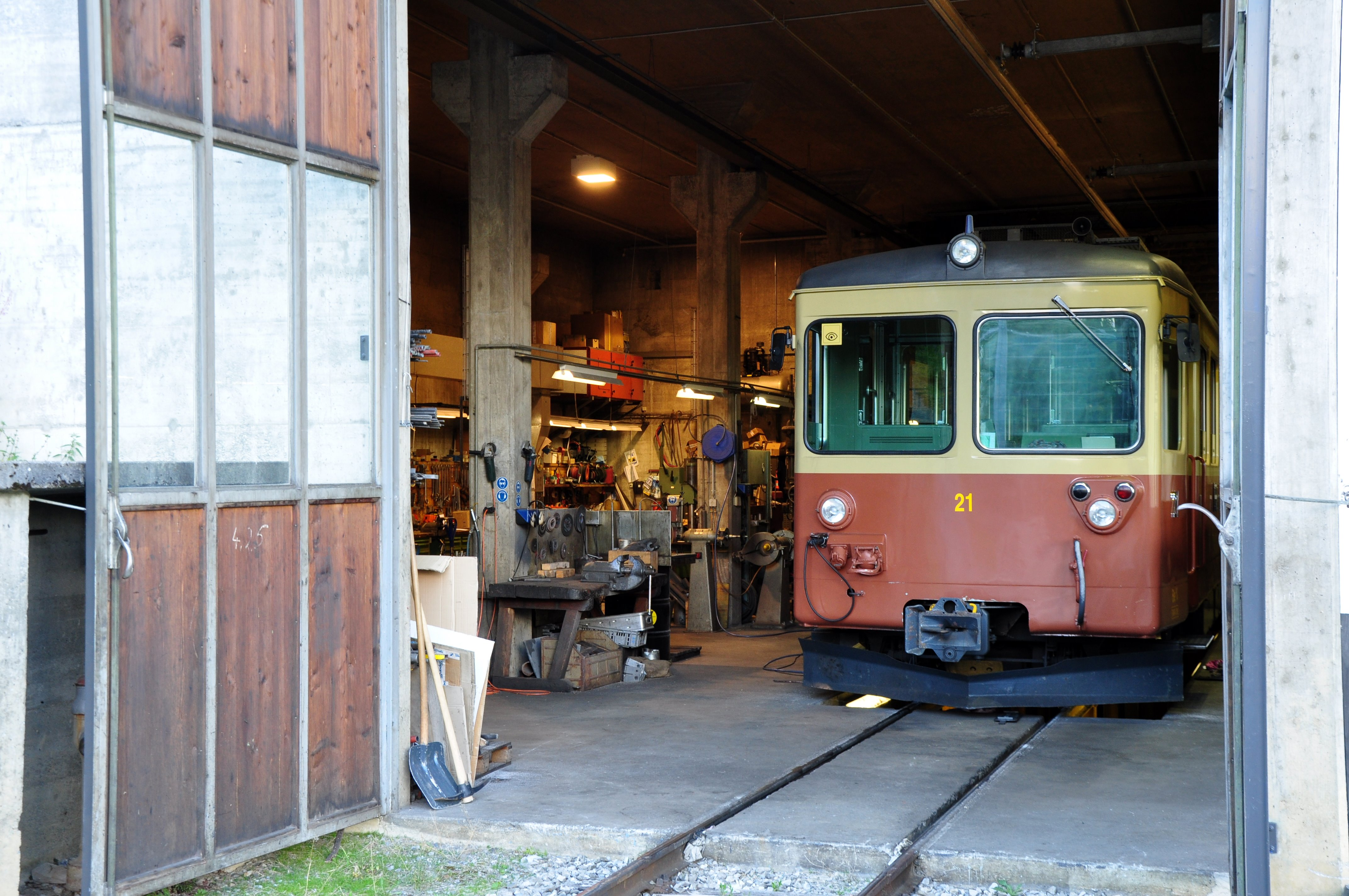
Depo na Grütschalpu

|     | březen   | 1887 | … | Představení projektu lanovky a železnice                                          |
| 4.  | července | 1887 |   | Švýcarský parlament uděluje koncesi na stavbu železnice.                          |
| 16. | února    | 1889 |   | Založení společnosti Lauterbrunnen - Mürren AG                                    |
| 1.  | června   | 1891 |   | Plánované zahájení provozu.                                                       |
| 14. | srpna    | 1891 |   | Zahájení provozu (lanovka i železnice).                                           |
|     |          | 1902 |   | Změna pohonu lanovky z vodní zátěže na elektrický pohon.                          |
|     |          | 1910 |   | První provozní sezóna i v zimě, prodloužení lanové dráhy blíže k nádraží BOB/WAB. |
|     |          | 1912 |   | Výměna lokomotiv na železničním úseku za motorové vozy (BDE 2/4).                 |
| 16. | prosince | 1912 |   | Otevření navazující lanovky Mürren - Allmendhubel.                                |
|     |          | 1946 |   | Založení společného ředitelství WAB/JB a BOB/BLM                                  |
|     |          | 1949 |   | Výměna lan a kabiny na úseku pozemní lanovky.                                     |
|     |          | 1965 |   | Dokončení výstavby a otevření nového nádraží v Mürrenu.                           |
|     |          | 1967 |   | Nasazení do provozu vozů Be 4/4 č. 21-23                                          |
|     |          | 1991 |   | Oslavy 100 let provozu BLM.                                                       |
| 1.  | ledna    | 1994 |   | Vznik společnosti Jungfrauhanen Holding AG                                        |
|     |          | 1994 |   | Rekonstrukce systému překládky materiálu na Grütschalpu.                          |
| 29. | srpna    | 1996 |   | Akcie Jungfrauhanen Holding AG jsou obchodovány na burze v Curychu.               |
|     |          | 2000 |   | Vznik nadace Jungfraubahnen Management AG                                         |
| 23. | dubna    | 2006 |   | Ukončení provozu pozemní lanovky                                                  |
| 16. | prosince | 2006 |   | Zahájení provozu visuté kabinové lanovky.                                         |

## Provoz
Jak již bylo uvedeno, od počátku provozu se jednalo o kombinovanou dopravu dvou systémů pozemní lanovka - železnice.
Oba dopravní systémy měly stejný rozchod, tj. 1 000 mm. Toto bylo využíváno v přestupní stanici na Grütschalpu, kde bylo možno pomocí jeřábu provést přeložení z jednoho systému na druhý. Se změnou lanovky na visutou, byla tato výhoda ztracena.
V současnosti je náklad přepravován pod kabinou lanovky v kontejnerových klecích a pomocí jeřábu překládán na železnici.
V přestupní stanici je taktéž zřízeno malé dep z důvodu, že trať nemá spojení na níže položené servisní zázemí.

## Rekreace, turistika
Lanovka i železnice jsou hlavním dopravním spojením do obce Mürren, již cestou je možno obdivovat údolí Lauterbrunnenu, zvláště cesta lanovkou postupně odkrývá panoramatický pohled na okolní hory a údolí. Jízdou po železnici je možno obdivovat údolí pod Wengenem (Valley Wengen) a horský řetěz Eiger, Monch a Jungfrau. Hlavní turistické vyžití však čeká v samotném Mürrenu.

## Technická data

### železnice
| Rozchod:                  | 1000 mm                      |
| Elektrická trakce:        | 560 V dc                     |
| Provozní délka:           | 4274 m                       |
| Celková délka:            | 4539 m                       |
| Ozubnicový systém:        | ne                           |
| Max. rychlost:            | neuvedeno km/h               |
| Největší sklon adhezne:   | 50 ‰                         |
| Průměrný sklon:           | neuvedeno ‰                  |
| Nejvyšší bod:             | 1639 m n. m. (Lauterbrunnen) |
| Nejnižší bod:             | 1487 m n. m. (Grütschalp)    |
| Převýšení:                | 152 m                        |
| Nejmenší poloměr oblouku: | 40 m                         |
| Počet mostů:              | 4                            |
| Celková délka mostů:      | 47 m                         |
| Počet tunelů:             | 0                            |
| Počet galerií:            | 0                            |
| Stanice a zastávky:       | 3                            |
| Počet zaměstnanců:        | neuvedeno (r. neuvedeno)     |

### lanovka
| systém:                           |  | Garaventa AG / osobo-nákladní  |
| typ:                              |  | kabinová s podvěsem pro náklad |
| provoz:                           |  | střídavý, jednosměrný          |
| počet kabin:                      |  | 1                              |
| počet osob:                       |  | 100                            |
| hmotnost kabiny:                  |  | 12.000 kg                      |
| povolené zatížení:                |  | 8.000 kg (osoby) +             |
|                                   |  | 6.000 kg (náklad)              |
| celkové užitečné zatížení:        |  | 14.000 kg                      |
| celková hmotnost:                 |  | 26.000 kg                      |
| přepravní kapacita s překládkou:  |  | 500 os./hod. +                 |
|                                   |  | 30.000 kg/hod.                 |
| přepravní kapacita bez překládky: |  | 600 os./hod.                   |
| doba jízdy:                       |  | ~4 min.                        |
| perioda jízdy:                    |  | 10-12 min.                     |
| dolní stanice:                    |  | 800 m n. m.                    |
| mezistanice:                      |  | není                           |
| horní stanice:                    |  | 1.486 m n. m.                  |
| celkové převýšení:                |  | 686 m                          |
| průměrný sklon:                   |  | 54,6 %                         |
| maximální sklon:                  |  | 60 %                           |
| lanová délka:                     |  | 1.432 m                        |
| rychlost:                         |  | 10 m/s (7 m/s přes stožáry)    |
| výkon hl. motoru:                 |  | 2×900 kW (asynchronní)         |
| výkon. zálož. mot.:               |  | neuvedeno kW                   |
| nosná lana:                       |  | Ø neuvedeno mm                 |
| tažné lano:                       |  | Ø neuvedeno mm                 |
| proti lano:                       |  | Ø neuvedeno mm                 |
| počet stožárů:                    |  | 4                              |
| výška stožáru:                    |  | 25, 43, 48, 20 m               |
| zatížení lana nad údolím:         |  | neuvedeno kN                   |
| zatížení lana navrcholu:          |  | neuvedeno kN                   |